# Бушняк Володимир Степанович
Володи́мир Степа́нович Бушня́к (нар. 9 березня 1952, Коркіно) — український російськомовний письменник; член Спілки радянських письменників України з 1989 року.

## Життєпис
Народився 9 березня 1952 року в місті Коркіно Челябінської області (нині Росія). У 1969 році закінчив середню школу № 2 у місті Рені Одеської області. Протягом 1972—1974 років проходив строкову службу в Радянській армії. Після демобілізації вступив на філологічний факультет до Сімферопольського державного університету. Навчання закінчив у 1980 році. У студентські роки працював в університетській газеті «Университетская жизнь».
Після здобуття вищої освіти працював вчителем російської мови і літератури; згодом очолював Сімферопольський клуб письменників; у 2003—2012 роках обіймав посаду головного редактора газети «Литературный Крым»; був головою Кримської організації Національної спілки письменників України.
Довгі роки мешкав у місті Ірпені, нині повернувся на постійне місце проживання в Рені

## Творчість
Автор газетних і журнальних (друкувався в журналах: «Литературная учеба», «Октябрь», «Советская литература», «Смена», «Радуга» та інших) публікацій, книг:
- «Перекресток» («Таврия», Сімферополь, 1984);
- «Испытание» («Таврия», Сімферополь, 1988);
- публіцистичної книги «Земля — за горизонтом» («Таврия», Сімферополь, 1984);
- роману «Стамбульский зазывала» («Крымский писатель», Сімферополь, 2001).

Лауреат Літературної премії імені Володимира Короленка Національної спілки письменників України (2002, за роман «Стамбульский зазывала»), премій журналів «Радуга», «Наш современник», Міжнародної літературної премії імені великого князя Юрія Долгорукого.
Автор статей в Енциклопедії сучасної України.